# Misael Llantén
Misael Benjamín Llantén Letelier (* 7. Februar 1999 in Santiago) ist ein chilenischer Fußballspieler auf der Position eines defensiven Mittelfeldspielers.

## Karriere
Misael Llantén wurde in der Jugend von Colo-Colo ausgebildet und stand dort von 2016 bis 2021 unter Vertrag. Während dieser Zeit wurde er mehrfach verliehen: 2019 an San Antonio Unido, von 2020 bis 2021 an San Luis und 2021 an San Marcos. Nach dem endgültigen Abschied von Colo-Colo spielte er von 2022 bis 2023 für Lautaro de Buin und unterschrieb für 2024 einen Vertrag beim AC Barnechea. Seit 2025 steht er bei Deportes Limache unter Vertrag.

## Erfolge
Colo-Colo
- Chilenischer Meister: 2017-T